# غاري هيندلي
غاري هيندلي (بالإنجليزية: Gary Hindley)‏ (8 مايو 1947 بالولايات المتحدة - ) هو مدرب كرة قدم ولاعب كرة قدم أمريكي في مركز حراسة المرمى.